# Твин-тип

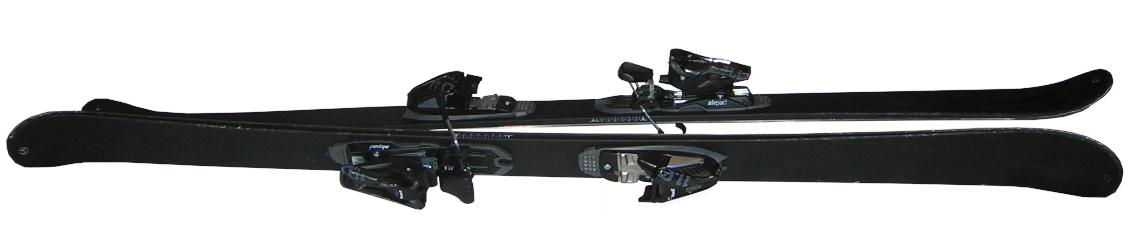
Лыжи твин-тип

Твин-тип (англ. twin tip - два конца) — это конструкция лыж и сноуборда, в которых передняя и задняя части имеют одинаковые пропорции. За счёт такой формы, на данных лыжах и сноубордах можно ездить спиной вперёд, что необходимо для выполнения некоторых техник ньюскула, и это также даёт большую мобильность. У такого подхода к изготовлению лыж и сноубордов есть и недостаток - так как рабочая часть канта уменьшена, управление становится труднее, из-за чего они не рекомендуются для новичков.

## Твин-тип для лыж
Данная технология позволила придать лыжам загнутую с обоих концов форму, что позволяет скользить на лыжах не только лицом вперёд, но и вперёд спиной. Такие лыжи начали использоваться в ньюскуле (разновидность лыжного фристайла), технология позже перешла в могул.

## История
Первая лыжа твин-тип была сделана фирмой Salomon в 1997 г. и называлась «1080». Лыжа твин-тип похожа на сноуборд тем что позволяет кататься как в нормальной стойке так и задом наперед (в свитче или фэки).